# Gonospira funicula
Gonospira funicula е вид коремоного от семейство Streptaxidae.

## Разпространение
Видът е разпространен в Реюнион.